# Малопесчанка
Малопесча́нка — село в Мариинском районе Кемеровской области. Является административным центром Малопесчанского сельского поселения. В 1924—1930 годах было центром Мало-Песчанского района.

## История
Между 1850 и 1858 годом был массовый отъезд крестьян сёл Нижнеспасское и Верхнеспасское Тамбовской губернии в Томскую губернию, где они и основали Малопесчанку.
Годом основания села считается 1852 год.
Установлено, что после основания села через семь лет в нём насчитывалось уже 1102 жителя, 143 домохозяйства, а в 1871 году было 3223 жителя и 489 хозяйств. Известны фамилии первых жителей села: Петр Денисович Копылов и Андрей Баранов. В основном в Малопесчанке жили переселенцы из Тамбовской губернии и небольшая часть переселенцев из Пермской губернии. 
Есть два толкования, почему село назвали Малопесчанка. Говорили, что в здешней местности мало песка, почва глинистая или один чернозем. Второе толкование: Малопесчанка стала строиться, когда уже существовала Большая Песчанка. 
С годами село росло и ширилось, в 1895 году насчитывалось уже больше 1000 дворов, 4 кожевенных завода, 4 маслобойни, церковь, церковно-приходское училище, несколько мельниц. Село стало центром Малопесчанской волости, куда входили Беловодовка, Островка, Белогородка, Постниково и другие.
В  Годы Гражданской войны в борьбу с белогвардейцами включились местные коммунисты и комсомольцы. В Мариинском районе был создан партизанский отряд, которым руководил крестьянин Петр Лубков. Из села Малопесчанка в отряд вступили 22 человека. После революции в Малопесчанке было организовано семь колхозов: «Новый быт», «Красный партизан», «Победа», «им. Фурманова», «Путь кооперации», «Путь Ильича», «Политотделец».Колхозное хозяйство стремительно развивалось. Строились молочно-товарные фермы, конюшни, свинарники. Средняя урожайность пшеницы составляла 12.6 центнера с гектара. В 1932 году была организована МТС. Затем происходит укрупнение колхозов и вместо 7 остается только 4.
В 1950‑е годы малопесчанские колхозы объединились в один колхоз и дали ему название «Гигант», на базе которого был образован совхоз «Малопесчанский».

## География
Центральная часть населённого пункта расположена на высоте 147 метров над уровнем моря.

## Население
По данным Всероссийской переписи населения 2002 года, в селе Малопесчанка проживало 802 человека.
По данным Всероссийской переписи населения 2010 года, в селе Малопесчанка проживало 719 человек (336 мужчин, 383 женщины).